# Rychlost vlaku
Pro rychlost vlaku v železniční dopravě se v Česku používá několik pojmů, odvíjejících se od technické praxe, legislativy, norem nebo předpisů.

## Druhy rychlostí v železniční dopravě

### Základní rychlost
Též nazývaná maximální, je předpisy určená rychlost pro jednotlivé kategorie vlaků (např. vlaky tažené, sunuté, s postrkem apod.).

### Traťová rychlost

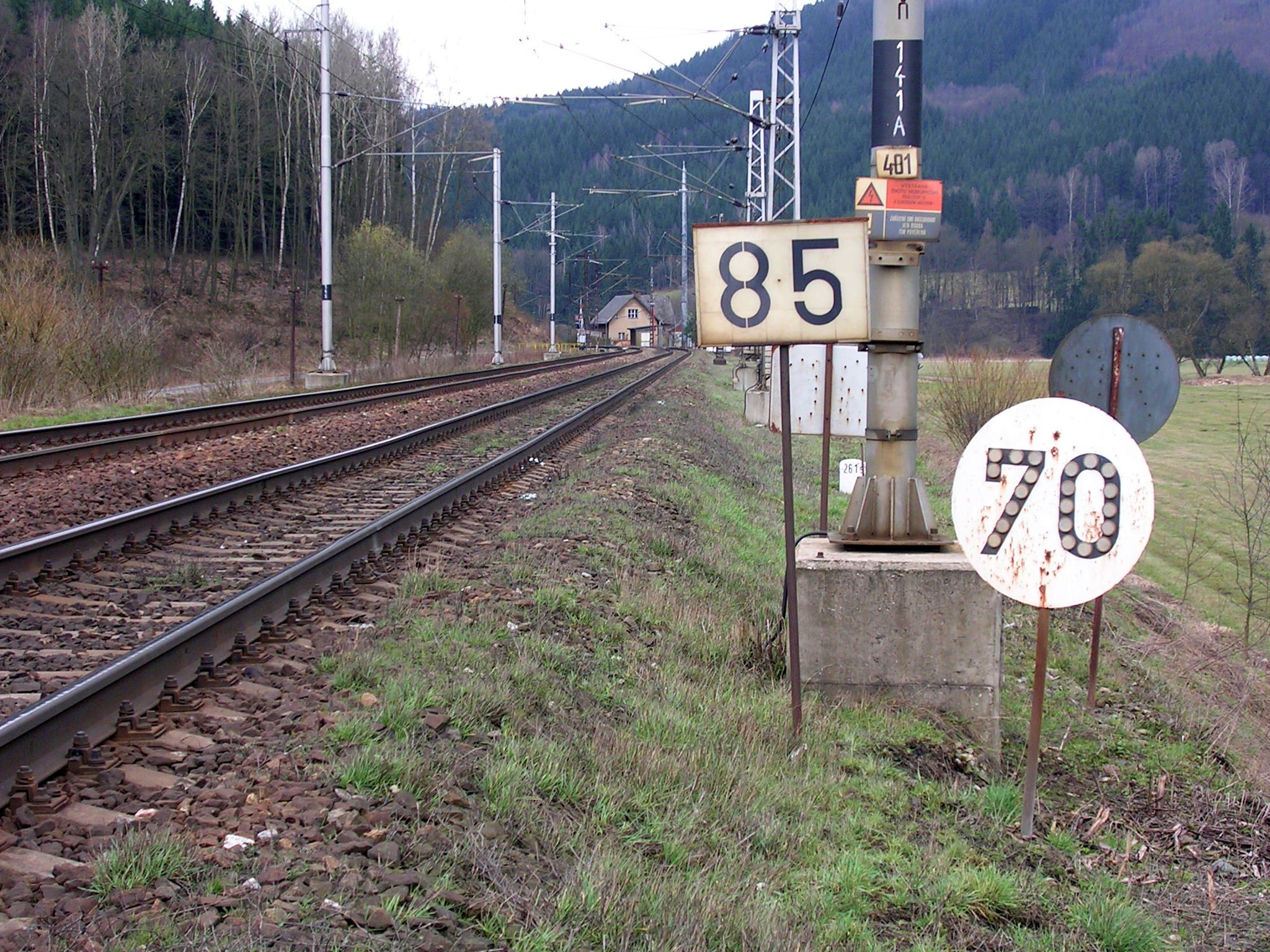
Rychlostníky vyznačující traťovou rychlost pro různé druhy vlaků (traťový úsek Ústí nad Orlicí – Brandýs nad Orlicí)

Rychlost, kterou smí být pojížděn úsek trati. Závisí na poloměrech oblouků, sklonových poměrech, stavu a druhu železničního svršku a použitém traťovém zabezpečovacím zařízení. Dále ji může ovlivňovat také přítomnost železničních přejezdů, jejich zabezpečovací zařízení a rozhledové poměry na nich.
Vyznačuje se mj. rychlostníky, které se tvarem liší podle druhu vozidel. 
Traťová rychlost může být v určitém úseku dále dočasně omezena (tzv. pomalá jízda), úsek s tímto omezením je označen návěstmi pro pomalou jízdu a strojvedoucí je o této skutečnosti zpraven písemným rozkazem.
Maximální traťová rychlost na veřejné síti Správy železnic je 160 km/h.

### Stanovená rychlost
Rychlost předepsaná jednotlivým vlakům jejich jízdním řádem. Typicky jde o nejnižší z maximálních (konstrukčních) rychlostí některého vozidla pravidelně řazeného v soupravě vlaku, dále závisí na výpočtu a určení brzdicích procent.

### Konstrukční rychlost
Nazývaná též nejvyšší provozní rychlost vozidel. Je maximální rychlost, kterou je vozidlo schopno jet. Tato rychlost nesmí být z bezpečnostních důvodů překročena. Nemusí se vždy shodovat s rychlostí, na kterou bylo vozidlo schváleno. Například jednotky ČD řady 680 Pendolino byly zkonstruovány pro rychlost 230 km/h, ale schváleny pouze na 200 km/h s možností pozdějšího schválení na 230 km/h v případě, že by tuto rychlost měly kde využít. Obdobně i lokomotivy řady 150 byly dodány s maximální rychlostí 140 km/h, avšak kvůli zpřísnění norem byla rychlost až do rekonstrukce na řady 151 a 150.2 omezena na 120 km/h.

### Nejvyšší dovolená rychlost
Rychlost, stanovená na trati traťovou rychlostí, přechodným omezením traťové rychlosti a hlavními návěstidly, tabulkami brzdicích procent a konstrukční rychlostí vozidel.

### Jízdní rychlost
Průměrná rychlost mezi dvěma body na trati (např. stanicemi, dopravnami, zastávkami), která se vypočte z poměru délky úseku mezi těmito body a čisté jízdní doby mezi těmito body.

### Technická rychlost
Vypočte se podobně jako jízdní rychlost, ale k čisté jízdní době se připočtou přirážky na rozjezd a zastavení vlaku.

### Úseková rychlost
Průměrná rychlost, která je poměrem délky stanoveného úseku a jízdní doby vlaku v tomto úseku, včetně přirážek na rozjezd a zastavení a pobytů vlaku v jednotlivých místech úseku.

### Cestovní rychlost
Používá se pouze v osobní dopravě a jedná se průměrnou rychlost, která je poměrem celkové vzdálenosti mezi výchozí a cílovou stanicí a celkové cestovní doby vlaku z výchozí do cílové stanice. Do doby se započítávají i pobyty ve stanicích, kde vlak pravidelně zastavuje. Může v sobě zahrnovat i doby na přestup.

### Reálná resp. faktická rychlost
Tedy skutečná rychlost jízdy, která je proměnlivá. Okamžitá rychlost vlaku je limitována především celkovými fyzikálními podmínkami okolního prostředí, ve kterém se vlak pohybuje, zejména celkovým jízdním odporem všech vozidel resp. jízdním odporem celého vlaku (celé soupravy), celkovou hmotností vlaku, dále také klimatickými podmínkami během jízdy (námraza, sněhové závěje, rychlost a směr větru atd. apod.), sklonovými poměry na trati a celkovým tvarem trati (traťové oblouky). Kromě toho je též limitována maximálním možným výkonem trakčního vozidla (či vozidel) a technickým stavem vozidel. Navíc zde hraje roli i subjektivní lidský faktor, tedy způsob řízení vozidla tak i způsob řízení dopravy mimo něj. Jedná se vesměs o takové faktory, které jsou zcela nebo z převážné míry nezávislé na platných drážních předpisech, návěstních a jiných traťových zařízeních apod.

## Tramvajová doprava
Pro každou tramvajovou trať musí být stanovena nejvyšší dovolená rychlost drážního vozidla, obecně závaznými právními předpisy není žádná konkrétní hodnota stanovena. (Například Dopravní podnik hl. m. Prahy a. s. stanovil dopravním a návěstním předpisem D 1/2 pro celou síť základní nejvyšší dovolenou rychlost 60 km/h, což je obvyklé i u dalších českých provozovatelů tramvajových drah.) Dopravní řád drah stanoví některé typy míst, v nichž je rychlost vždy omezena na 5, 10 nebo 15 km/h. Další omezení je možno stanovit dopravním a návěstním předpisem provozovatele dráhy nebo vyznačovat návěstidly.
V úsecích, kde je tramvajová trať vedena po pozemní komunikaci, se na tramvaje vztahují též omezení rychlosti na pozemních komunikacích, tedy zpravidla omezení rychlosti do 50 km/h.